# Юріївка (Дніпровський район)
Юріївка (до 2025 року — Юр'ївка) — село в Україні, в Царичанській селищній територіальній громаді Дніпровського району Дніпропетровської області. Площа — 3,275 км², домогосподарств — 229, населення — 575 осіб.

## Географія
Село Юр'ївка розташоване в північній частині району на межі з Самарівським районом, на річці Журавці за 21 км на північний схід від центру громади і за 35 км від залізничної станції Бузівка.
Розташоване за 2,5 км від села Семенівки і за 4 км від села Дмухайлівка (Самарівський район). За 2 км розташоване знелюдніле село Кирилівка. По селу протікає висихний струмок з загатами.

## Історія
Село виникло у першій половині XIX століття на землях Орільської паланки. Стосовно назви існує версія, що володарем земель був дворянин Юр'єв, від прізвища якого пішла назва села. Село було центром Юр'ївської волості Новомосковського повіту Катеринославської губернії.
За даними Х-ї держревізії в 1859 році село мало 70 дворів і 61 жителя. В ході проведення селянської реформи у 1863 році Юр'ївка належала дворянці Ользі Костянтинівні Юр'євій. Станом на 1886 рік у селі мешкало 107 осіб, налічувалось 10 дворів. За 7 верст була водяна сукновальна, за 11 — винні склади.
Напередодні Першої світової війни село мало 31 двір, 196 жителів, школу, медичного фельдшера, громадський хлібний запасний магазин-склад, поштову станцію.
Радянська влада встановлена в січні 1918 року. Тоді ж у селі створено ревком, який очолив матрос-більшовик П. С. Більченко. Перша комсомольська ячейка створена у 1922 році, партійна — у 1929 році. У 1927 році утворився перший колгосп «Комінтерн».
У роки німецько-радянської війни 190 місцевих жителів билися з фашистами, 44 з них нагороджені бойовими нагородами, 135 — загинули. У центрі села встановлений пам'ятник воїнам-визволителям і меморіальний комплекс на честь воїнів-односельчан, полеглих у боротьбі з гітлерівцями. В селі похований Герой Радянського Союзу П. О. Ігнатьєв.
У повоєнний період в селі знаходилася центральна садиба колгоспу імені Ватутіна, за яким було закріплено 4 743 га сільськогосподарських угідь, в тому числі 4 049 га орної землі. Тут вирощувалися збедільшого зернові культури, було розвинуте м'ясо-молочне тваринництво. За успіхи в сільськогосподарському виробництві кілька колгоспників були нагороджені орденами та медалями, з них [орден Леніна|орденом Леніна]] — бригадир тракторної бригади В. Ф. Даценко, тракторист В. І. Корнієнко, Д. І. Сторчак та Є. І. Грицай та інші. Колишня ланкова М. А. Довга за вирощування високого врожаю соняшнику в 1947 році відзначена званням Героя Соціалістичної Праці. У селі діяли восьмирічна школа, фельдшерсько-акушерський пункт, дитячий садок на 90 місць, бібліотека з книжковим фондом понад 10 тисяч примірників, будинок культури з залом на 400 місць, відділення зв'язку, ощадкаса, чотири магазини.

## Населення

### Мова
Розподіл населення за рідною мовою за даними перепису 2001 року:
| Мова                | Відсоток |
| ------------------- | -------- |
| українська          | 96,3 %   |
| російська           | 2,8 %    |
| інші/не визначилися | 0,9 %    |

## Об'єкти соціальної сфери
- Школа I—II ст.
- Фельдшерсько-акушерський пункт.
- Будинок культури.

## Відомі люди
- Кочергіна Феодора Григорівна (1942—2017) — українська баскетболістка. Заслужений тренер України.